# Cenzopapa
 (août 2024).
Cenzopapa (en français : « le Pape censeur ») est un mème Internet polonais sous forme de photomontage du pape Jean-Paul II aux résultats choquants ou aléatoires. Cenzopapa peut prendre la forme de photographies, de vidéos, de musiques et de copypastas.
Le pape Jean-Paul II peut y être représenté comme un pédophile, un culturiste, un garde d'Auschwitz, un athlète, un acteur de films pornographiques ou des objets inanimés aléatoires, etc. Cenzopapa va se moquer du pape Jean-Paul II ou d'un élément en rapport avec lui, dans l'objectif de dénigrer le culte de Jean-Paul II en Pologne ou de dénoncer les scandales pédophiles de l'Église catholique.  
L’histoire des mèmes avec le pape remonte à la fin des années 2000. La date qui est le plus souvent prise comme le début de l’existence de ce phénomène est l’année 2010. Les premiers mèmes avec le pape polonais ont commencé à apparaître sur le forum Karachan. Cenzopapa fut initialement utilisé sur Facebook et YouTube comme un troll pour indigner ou choquer le destinataire. En effet, la figure de Jean-Paul II étant entourée d’un culte parmi une grande partie des Polonais, cela fut considéré comme le moyen le plus efficace pour troller les internautes polonais. 